# 삼우씨엠건축사사무소
㈜삼우씨엠건축사사무소(SAMOOCM ARCHITECTS & ENGINEERS)는 대한민국의 CM(Construction Management, 건설사업관리) 및 설계 전문기업이다. CM/감리, 건축설계, 건설업, 부동산개발사업, 인프라사업, 친환경설계, BIM 등을 사업 분야로 하고 있다.

## 주요연혁

### 1970년대: 창립기
- 1976년 - 삼우 건축연구소 설립
- 1979년 - 합동건축사사무소 등록

### 1980년대: 도약기
- 1980년 - 해외 건설 면허 취득(건설용역업)
- 1985년 - (주)삼우종합건축사사무소로 상호 변경
- 1988년 - 전문기술용역업 등록(구조,설비,전기부문)

### 1990년대: 성장기
- 1992년 - 건축사업무 신고(서울시송파구건축사사무소 제16호)
- 1993년 - 건축감리전문회사 등록
- 1993년 - 전면책임감리사업 진출(분당정보통신센터신축공사 전면책임감리용역 수주)
- 1993년 - 엔지니어링 활동주체 신고(제10-115호)
- 1995년 - 미국 뉴욕지사 설립
- 1998년 - ISO 9001 인증 획득
- 1998년 - 종합감리전문회사 등록(제5종84호)
- 1998년 - 해외건설업(건설엔지니어링) 등록(제9호)
- 1999년 - 건설사업관리용역(CM) 진출 (수원축구전용경기장신축공사 건설사업관리용역 수주)

### 2000년대: 발전기
- 2002년 - 소방시설업 등록(제송파2002-11호)
- 2004년 - 중국 상해지사 설립
- 2004년 - ISO 14001 인증 획득
- 2006년 - 미국 법인 설립
- 2007년 - 일반소방시설설계업(기계,전기) 등록(제송파2007-4호)
- 2007년 - 해외사업장 확대개편(뉴욕,두바이,상해) 해외CM사업 진출(한국국제협력단)
- 2007년 - 중동UAE 두바이지사 설립
- 2008년 - 테헤란로 사무실 확장(테헤란로, 잠실본동 두곳 함께 운영)

### 2010년대: 혁신기
- 2010년 - 노사문화우수기업 선정

- 2014년 - (주)삼우씨엠건축사사무소로 상호명 변경[1]
- 2014년 - 우리사주제 도입
- 2015년 - 부동산개발업 면허 등록
- 2015년 - 산업통상자원부 후원 "2015 대한민국 사회공헌기업 대상" 수상
- 2015년 - 미래창조과학부 후원 "2015 대한민국 미래창조경영 대상" 수상
- 2015년 - 2015 美 ENR지 선정 세계 13위, 국내 1위 랭킹[2]
- 2015년 - 2015 BIM AWARDS 2개 부문(CM, Construction) 수상[3]
- 2016년 - 산업통상자원부 후원 “2016 존경받는 사회공헌기업 대상” 수상[4]
- 2016년 - 베트남, 필리핀 법인 설립
- 2016년 - 철도업, 소음진동업, 대기관리업 면허 등록
- 2016년 - 2016년 CM능력평가 국내 1위[5], 美 ENR지 선정 세계 14위
- 2016년 - BIM AWARDS 2016 건축일반부문 국토교통부장관상 수상
- 2016년 - 삼우CM 40주년 창립기념[6]
- 2016년 - 글로벌 시사전문지 Newsweek 기사 게재[7]
- 2017년 - 삼우씨엠 허 인 대표, '세계CM의날' 대통령 표창 수상[8]
- 2017년 - 중국법인 설립
- 2017년 - 삼우씨엠-Beck Group MOU 체결[9]
- 2017년 - 2017년 CM능력평가 1위 달성 (2년연속)[10]
- 2018년 - 2017년도 전체 BIM 적용실적 CM사 1위
- 2018년 - 2018년 CM능력평가 1위 달성 (3년연속)[11]
- 2018년 - 종합건설업 면허 등록
- 2018년 - 대통령 표창 수상
- 2018년 - 4개국어 기업홍보영상 제작[12]
- 2018년 - 가족친화인증기업 선정[13]
- 2018년 - 베트남 호치민 지사 설립[14]
- 2019년 - 'ConsMa2019 세계CM의 날' 국무총리표창 수상[15]
- 2019년 - 인도법인 설립 (SO INDIA CM)
- 2020년 - 'LH 2020년도 우수 건설기술용역 사업자' 선정
- 2020년 - 건설정보 통합관리 플랫폼 ‘우장각‘ 개발
- 2020년 - 건축물 전과정 평가 프로그램 'S-LCA' 개발

## 주요프로젝트
| - 타워 팰리스 Ⅰ - 삼성미술관 리움 - 주안 서울여성병원 - 정부대전청사 - 국립중앙박물관 - 인천국제공항 복합교통센터 - 수원월드컵 경기장 - 대구오페라하우스 - 한국예술종합학교 - 분당 타임 브리지 - 삼성전자 R4 DM 연구소 - 삼성암센터 - 인천국제공항 2단계 건축시설 - 삼성생명 서초사옥 - 가톨릭대학교 서울성모병원 - 연세대학교 120주년 기념 학술정보관 - 성균관대학교 자연과학캠퍼스 학술정보관 - 송도 D23블럭 공동주택 - 베어즈 베스트 청라 CC - 노량진 수산물도매시장 현대화사업 | - 전국경제인연합회관 - 포스코 글로벌 R&D 센터 - 인천 아시아게임 주경기장 - 송도 사이언스 빌리지 스트리드몰 - 전북대학교 어린이병원 - 글로벌 엔지니어링센터 - 미래에셋 판교벤처빌딩 - 고려대학교 미디어관 - 인천 아시아경기대회 십정/선학경기장 - 용인시민체육공원 - 국립 현대미술관 서울관 - 전남대학교병원 전문질환센터 - 건강보험심사평가원 강원원주혁신도시 신사옥 - 삼성서울병원 - 세종시 정부청사 2단계 1구역 - 국립 백두대간수목원 - 부산과학관 - 한국콘텐츠진흥원 신사옥 - 창원경상국립대학교병원 - 가천대학교 글로벌캠퍼스 대학본부 | - 제주 정보화진흥원 - 한국정보화진흥원 신청사 - 한국광물자원공사 신사옥 - 경주컨벤션센터 - 제주 신라스테이 호텔 - 대구 삼성라이온즈 파크 - 세종시청사 - 광주하계유니버시아드 다목적 체육관 - 삼성 SDS 상암 센터 - 고려대학교 하나과학관 - 인천국제공항 3단계 T2 전면시설 - 현대 프리미엄아울렛 김포점 - 연세대학교 경영대학 - 성균관대학교 자연과학캠퍼스 IBS센터 - 삼성금융캠퍼스 - 한국건강관리협회 동부지부 신청사 - 이화의료원 제2부속병원 - 청진8지구 업무복합건물 - 강릉 스피드 스케이팅 경기장 - 평창 올림픽 스타디움 |

## 주요수상
- 2020년 - 'LH 2020년도 우수 건설기술용역 사업자' 선정
- 2019년 - 'ConsMa2019 세계CM의 날' 국무총리표창 수상
- 2018년 - 대통령표창 수상
- 2017년 - 2018평창동계올림픽대회 및 동계패럴림픽대회 표창
- 2017년 - '세계 CM의 날' 대통령표창 수상
- 2016년 - 한국건설관리학회 감사패
- 2016년 - BIM Award 2016 건축일반부문 국토교통부장관상
- 2016년 - 2016 대한민국 사회공헌기업 대상
- 2015년 - BIM Award 2015 CM부문, Construction부문
- 2015년 - 2015 미래창조 경영대상